# Seo Bo-min
Đây là một tên người Triều Tiên, họ là Seo.
Seo Bo-min (tiếng Hàn: 서보민; sinh ngày 22 tháng 6 năm 1990) là một cầu thủ bóng đá Hàn Quốc thi đấu ở vị trí tiền vệ cho Seongnam FC ở K League 2.

## Sự nghiệp
Anh ký hợp đồng với Gangwon FC ngày 13 tháng 12 năm 2013.